# Bando (arte marcial)

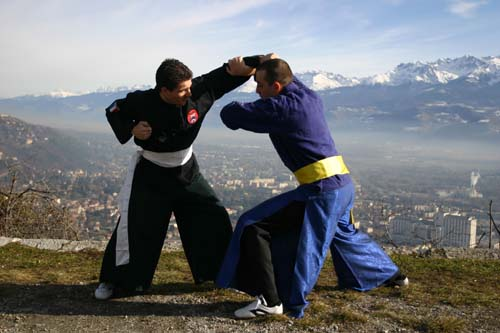
Demonstração de combate de Bando

Bando (birmanês:  ဗန်တို, pronunciado [bàɴdò]) é um estilo de arte marcial oficial de Myanmar, com carácter defensivo e desarmado. Bando é erroneamente considerado como um termo genérico para todas as artes originárias da Birmânia. Porém, na verdade trata-se apenas um estilo de arte marcial birmanês.